# Chaguaramas (Trinidad y Tobago)
Chaguaramas (pronunciaciónⓘ) es una localidad de Trinidad y Tobago, que forma parte de la región de Diego Martín.

## Historia
La localidad dio nombre al Tratado de Chaguaramas que creó el Caricom (Comunidad y Mercado Común del Caribe) en 1973. Fue capital de la desaparecida Federación de las Indias Occidentales. En 1961 se instaló el parque nacional de Chaguaramas.

## Geografía
La localidad abarca parte de la isla Trinidad y limita al norte y al oeste con el mar Caribe, al sur con el golfo de Paria y al este con Bagatelle, Covigne, Rich Plain y Carenage.

## Demografía
Datos demográficos de la localidad de Chaguaramas:
| Gráfica de evolución demográfica de Chaguaramas entre 2000 y 2011 |
|                                                                   |